# Liri Belishova
Liri Belishova (nevének ejtése liɾi bɛliʃɔva; Belishova, 1923. március 5. – Tirana, 2018. április 23.) albán kommunista politikus. Gyermekfejjel csatlakozott a kommunista mozgalomhoz. 1948 után a párt legfontosabb vezetői közé tartozott, egyebek mellett a központi bizottság titkári teendőit látta el. 1960 őszén szovjetbarátság és az albán pártvezetés elleni szervezkedés vádjával funkcióitól megfosztották, a pártból kizárták, és 1991-ig vidéken élte életét internáltként. 1947-ig Nako Spiru gazdasági miniszter, majd Maqo Çomo mezőgazdasági miniszter felesége volt.

## Életútja
Vagyonos mallakastrai földbirtokoscsalád sarja volt, apja, Kamber Belishova I. Zogu albán király idején az albán nemzetgyűlés tagja volt. Tanulmányait az 1930-as évek végén a tiranai Anyakirálynő Lányintézetben végezte, ahol ápolónői képzésben részesült. Mindössze tizennégy évesen csatlakozott a kommunista mozgalomhoz, saját bevallása szerint Makszim Gorkij Az anya című művének hatására. 1944-ben már az Antifasiszta Ifjúsági Tanács titkári tisztét töltötte be. Ugyanazon év őszén a második világháborúban harcoló partizánként megsérült, egyik szemét elveszítette, ezt követően a szövetségesek egy bari tábori kórházba evakuálták kezelésre.
Hazatérését követően az Albán Demokratikus Front tagja, a Népi Ifjúság elnöke lett. Ebben a minőségében vett részt 1945 novemberében a Demokratikus Ifjúsági Világszövetség londoni alakuló ülésén, majd az elkövetkező években további konferenciákon képviselte az albán kommunista ifjúságot (Zágráb, 1946. május; Moszkva, 1946. július). 1946-ban házasságot kötött Nako Spiruval, aki 1946–1947-ben a gazdasági tárcát vezette az albán kormányban.
Miután férje az ellene folytatott koncepciós eljárás nyomására 1947 novemberében öngyilkos lett, a párt 1948 februárjában Belishovát is menesztette valamennyi posztjáról – névleg a Jugoszláviától való gazdasági függetlenség támogatásának vádjával –, és Beratban helyezkedett el általános iskolai tanítóként. A Koçi Xoxe ellen lefolytatott koncepciós pert követően, 1948 őszén azonban váratlanul rehabilitálták, és a párt politikai bizottságának állandó tagjává választották. 1952-től 1954-ig – Ramiz Aliával egy időben – a moszkvai Marxista–Leninista Intézetben vett részt továbbképzésen, majd 1954-ben a központi bizottság titkára, a párt titkárságának tagja lett. Ebben az időben már Maqo Çomo, 1954 és 1960 közötti mezőgazdasági miniszter felesége volt.
1960 júniusának közepén hivatalos kínai látogatáson vett részt egy pártdelegáció tagjaként. Hazaútját Belishova rövid időre megszakította Moszkvában, aminek során – a feltételezések szerint – a szovjet pártvezetőknek beszámolt a Kínában tapasztaltakról. Ebben az időszakban Albánia és a Szovjetunió konfliktusa már kiéleződött. Az ennek farvizén kibontakozott tisztogatás során, az 1960. szeptember 5–8. közötti napokban a párthierarchiában a hatodik helyet elfoglaló Belishovát megfosztották központi bizottsági, politikai bizottsági és titkársági funkcióitól, röviddel ezután pedig a pártból is kizárták. Előbb tanári állást vállalt a fővárosban, de csakhamar, 1960. november 9-én a szovjet vezetéssel való összejátszás, az albán pártvezetés elleni szervezkedés vádjával egy Gjirokastra melletti faluba internálták, ahol továbbra is tanítással foglalkozott. Alig két hónap elteltével Kuçba, onnan Progonatba, majd Zvërnecbe internálták, ahol családjával együtt tíz évig tartózkodott. Ezt követően Cërrik városába internálták, ahol húsz éven át, egészen a rendszerváltásig, 1991-ig szoros rendőri felügyelet alatt élt. Itt érte életének egyik legnagyobb tragédiája: az államrendőrség megtiltotta, hogy balesetet szenvedett huszonkét éves lánya halálos ágya mellett lehessen.
Szabadságát visszanyerve 1991-ben Tiranába költözött, ahol egy veteránszövetség tagja lett, és általában is aktív közéleti szerepet vállalt. Azon kevés albán kommunista vezető közé tartozott, aki beismerte személyes felelősségét az elmúlt rendszer bűneiért és ezekért nyilvánosan is megkövette az albán népet.